# ساق البامبو (مسلسل)
مسلسل ساق البامبو هو مسلسل اجتماعي كويتي مأخوذ عن رواية ساق البامبو، وقد عُرض مع بداية شهر رمضان من عام 1437 هـ الموافق 6 يونيو 2016.

## القصة
عيسى الطاروف ابن وُلد لخادمة فلبينية تزوجها «راشد» سراً بدون علم أهله، ويستقر المقام بالابن في النهاية مع والدته في مدينة مانيلا الفلبينية لينشأ معها نشأة فقيرة، ويعيش في حالة شتات كبير بين هويتين وثقافتين مختلفتين تماماً، وتتعقد المشكلة مع الغزو العراقي للكويت، حيث يموت الأب بعد الغزو، ويقرر عيسى حسم الأمر والسفر إلى الكويت للبحث عن عائلة والده.

## طاقم العمل
- سعاد عبد الله. غنيمة، جدة عيسى
- شجون الهاجري. نور بنت نورية
- فاطمة الصفي. هند الطاروف، عمة عيسى
- مرام البلوشي. نورية الطاروف، عمة عيسى
- وون هو تشونغ. هوزيه ميندوزا / عيسى الطاروف،  ابن راشد
- ريم ارحمة. عواطف الطاروف، عمة عيسى
- فرح الصراف.خولة الطاروف، شقيقة عيسى
- فيصل العميري.غسان، صديق راشد
- عبد الله البلوشي.عيسى ابن نورية
- عبد المحسن النمر.راشد، والد عيسى
- جاسر العياف.
- نواف الفجي.
- عبد الله المهيري. عيسى ابن عواطف
- رويه.
- أنس الشيخ.
- علي الدعواتي.
- خالد النعيمي.
- حسن الرئيسي.
- محمد بن علي.
- روان محمود.
- فايز فهمي.
- علي الحسيني.جابر، صديق عيسى

### من الفلبين
- سوناينا هاريش فارما.
- ماري جاين كاروز بيروج.
- عمر باشا.
- ماريا مرسيدس كابرال (Maria Mercedes Cabral) جوزفين، والدة عيسى
- لو فيلوسو (Lou Veloso).
- ماريا إزابيل لوبيز (Maria Isabel Lopez).
- سوي برادو (Sue Prado).
- كنتس كنتانا (Kints Kintana).
- غولد أكوينو (Gold Aquino).
- كارل ميدينا (Karl Medina).
- ليليا كونتاباي (Lilia Cuntapay).
- سانغ باسكوال.
- مايو إندونتو.
- جونيكا سانتارن (Junyka Santarin).
- آنا أباد سانتوز (Ana Abad-Santos).

## وصلات خارجية
- ساق البامبو على موقع قاعدة بيانات الأفلام العربية